# ریخته‌گری

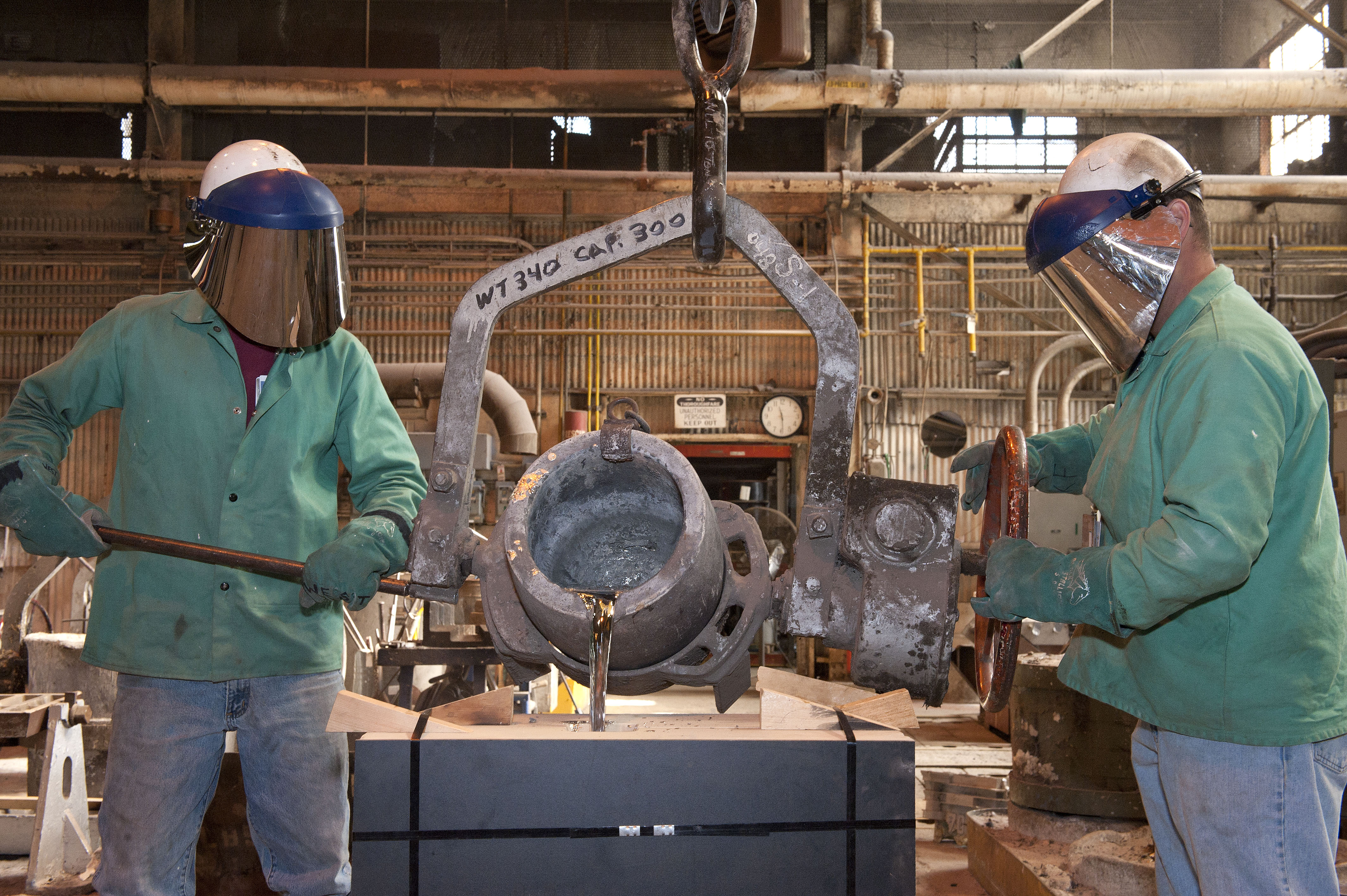
مذاب‌ریزی در داخل یک قالب

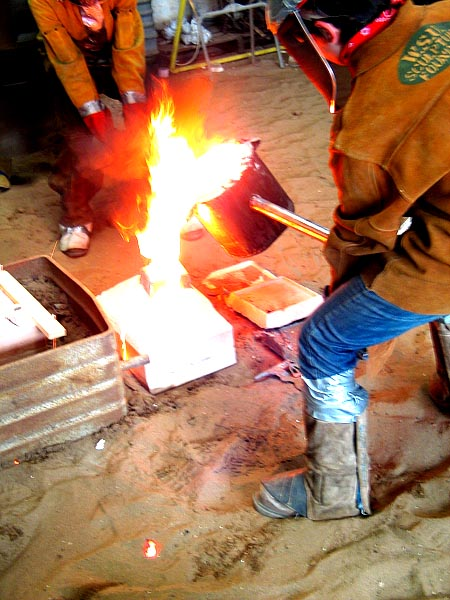
عملیات ریخته گری

ریخته‌گری، فن شکل‌دادن فلزات و آلیاژها از طریق ذوب، ریختن مذاب در محفظه‌ای به نام قالب و آن‌گاه سرد کردن و انجماد آن مطابق شکل محفظه قالب است. این روش کهن‌ترین فرایند شناخته شده برای شکل مطلوب فلزات است. اولین کوره‌های ریخته‌گری از خاک رس ساخته می‌شدند و لایه‌هایی از مس و چوب به تناوب در آن چیده می‌شد.

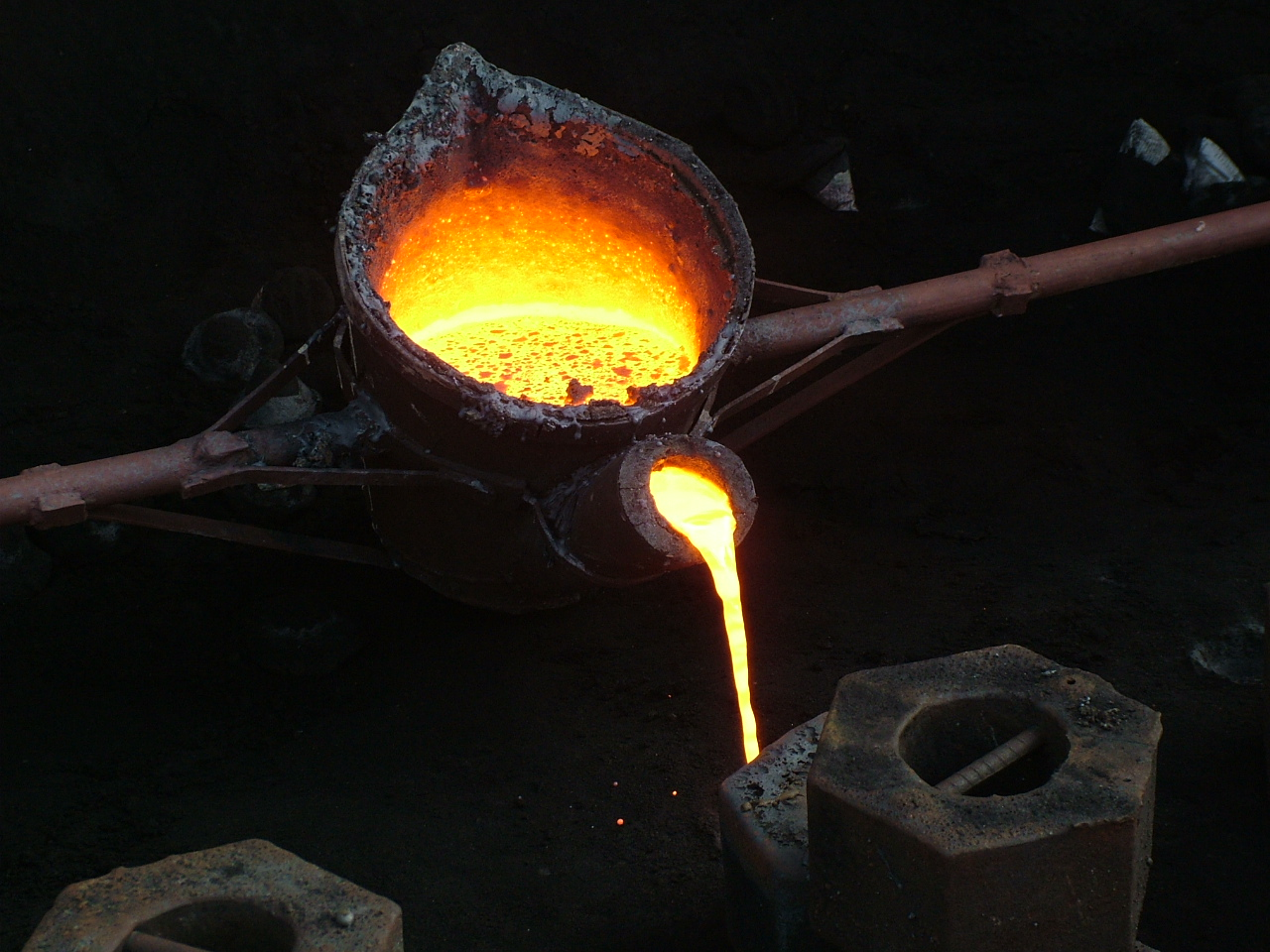
ریخته‌گری چدن

درصد بسیار بالایی از کالاهای تولید شده حاوی حداقل یک قطعه ریخته‌گری هستند. اندازه قطعات ریخته شده می‌تواند از چند گرم و چند میلیمتر (مانند دندانه‌های منفرد یک زیپ) تا بیش از ۱۰ متر و چندین تن باشد (مانند چرخ‌پروانه‌های بزرگ یا قاب‌های عقب کشتی‌های اقیانوس‌پیما). فرآیندهای ریخته‌گری اغلب زمانی استفاده می‌شوند که تولید شامل اشکال پیچیده بوده، یا قطعات دارای مقاطع توخالی یا حفره‌های داخلی باشند. همچنین قطعاتی که دارای سطوح منحنی نامنظم هستند (به جز مواردی که می‌توانند از ورق فلزی نازک ساخته شوند)، قطعات بسیار بزرگ یا قطعات ساخته شده از فلزاتی که ماشین کاری آن‌ها دشوار است، را نیز بیشتر به روش ریخته‌گری می‌سازند.
در بسیاری از روش‌های ریخته‌گری از الگو (Pattern) برای شکل‌دادن قالب و ایجاد حفره در آن به شکل قطعه مورد نظر استفاده می‌شود. الگوهای چندبار مصرف معمولاً از جنس چوب، پلاستیک یا فلز ساخته می‌شوند و الگوهای یکبار مصرف معمولاً از موم، پلاستیک یا فوم پلی‌استایرن ساخته می‌شوند. همچنین معمولاً برای ایجاد حفره‌های داخلی قطعات از ماهیچه یا مغزه (Core) استفاده می‌شود.
ریخته‌گری قدمتی ۷ هزار ساله دارد. کهن‌ترین قطعه ریخته‌گری جهان یک قورباغه مسی متعلق به ۳۲۰۰ سال پیش از میلاد مسیح است که در بین‌النهرین یافت شده است.

## تاریخچه و روندهای ریخته‌گری
ریخته‌گری یک فناوری ماقبل تاریخی است. زمان دقیق شروع ریخته‌گری فلزات مشخص نیست، اما در آثار باستان‌شناسی نسبتاً دیر ظاهر شده است. باستان‌شناسان به دوره‌ای که در آن استفاده از فلزات برای اولین بار به مرحله استادی رسید نام کالکولتیک داده‌اند و این دوره را که بلافاصله قبل از عصر برنز شروع شد، تقریباً بین ۵۰۰۰ تا ۳۰۰۰ سال قبل از میلاد مسیح می‌دانند.
در طول دهه ۱۸۰۰، پیشرفت‌های قابل توجهی در فناوری ریخته‌گری به وجود آمد. در سال ۱۸۸۹ با شناخت کاربرد نیکل در افزایش استحکام فولاد، علم متالورژی نیز شروع به کسب شهرت کرد. ریخته‌گری گریز از مرکز در سال ۱۸۰۹ توسط A.G. Eckhardt از انگلستان، توسعه یافت. ریخته‌گری گریز از مرکز خیلی زود توسط کارخانه‌های ریخته‌گری لوله پذیرفته شد و اولین بار در بالتیمور، مریلند، در سال ۱۸۴۸ مورد استفاده قرار گرفت. هنری بسمر، از ریخته‌گری گریز از مرکز برای حذف گازها استفاده کرد و اولین کسی بود که دو یا چند فلز را در یک قالب چرخان واحد ریخت. ریخته‌گری گریز از مرکز فولاد برای اولین بار در سال ۱۸۹۸ در کارخانه ریخته‌گری فولاد آمریکا در سنت لوئیس، میزوری انجام شد. چرخ‌های واگن قطار در سال ۱۹۰۱ با سرعت چرخش ۶۲۰ دور در دقیقه چرخانده و تولید شدند.
پس از توسعه اولیه روش گریز از مرکز، یک روش ریخته‌گری با قالب دائمی به نام ریخته‌گری توخالی (slush casting) معرفی شد. دستگاه‌های دایکست دستی در سال‌های 1849 (Sturgiss) و 1852 (Barr) ثبت اختراع شدند.
یکی از قدیمی‌ترین تکنیک‌های ریخته‌گری، ریخته‌گری دقیق (موم فداشونده)، نیز در سال ۱۸۹۷ توسط B.F. Philbrook از آیووا دوباره کشف شد. صنعت توجه چندانی به این فرایند پیچیده نمی‌کرد تا اینکه تقاضاهای نظامی فوری جنگ جهانی اول فشار زیادی به صنعت ماشین‌ابزار وارد کرد. سپس میانبرهایی برای تهیه قطعات تمام شده و دقیق مورد نیاز بود و از ماشین‌کاری، جوشکاری و مونتاژ وقت‌گیر اجتناب می‌شد. از دیگر تلاش‌ها در این زمان ساخت اولین کارخانه کاملاً خودکار در ایالات متحده (یکی از اولین‌ها در جهان) بود که یک کارخانه ریخته‌گری در راک‌فورد، ایلینوی بود که در سال ۱۹۱۸ برای ارتش ایالات متحده نارنجک‌های دستی تولید می‌کرد.
اولین جداسازی آلومینیم در سال ۱۸۲۵ انجام شد، اما کاربردهای مهندسی مهمی برای آن رخ نداد تا اینکه هزینه آلومینیوم به‌طور پیوسته در نتیجه بهبود فرایند ذوب و بهبود مقیاس عملیات تا پایان قرن ۱۹ کاهش یافت.

### پیشرفت‌های قرن بیستم
فناوری ریخته‌گری در طول قرن بیستم از بسیاری جهات پیشرفت کرد، که میزان این پیشرفت‌ها از جنگ جهانی دوم به بعد بیش از تمام پیشرفت‌های اتفاق افتاده در این صنعت از ۳۰۰۰ سال قبل بود. برای بیش از ۴۰۰ سال، فرآیندهای ریخته‌گری و مواد اغلب به روش‌های توسعه یافته توسط ونوچو برینگوچو، «پدر صنعت ریخته‌گری» قرن شانزدهم، که استفاده از رسوبات خمره آبجو و ادرار انسان را به عنوان چسب برای ماسه قالب‌گیری توصیه می‌کرد، متکی بودند. این روش‌ها و توصیه‌ها تا قرن بیستم مورد استفاده قرار گرفتند. تا دهه ۱۹۲۰، آزمایش ماسه فقط شامل فشردن یک مشت شن برای قضاوت در مورد توانایی آن برای فشرده شدن و چسبیدن به هم بود. در اوایل همان دوره، یک کمیته تحقیقاتی از انجمن ریخته‌گرهای آمریکا شروع به توسعه روش‌هایی برای آزمایش ماسه کرد. در سال ۱۹۲۴ استانداردهایی ایجاد شد که خواص مختلف ماسه‌های قالب‌گیری را پوشش می‌داد.
از زمان جنگ جهانی دوم، انجام آزمایش‌ها در مورد چسب‌های ماسه‌ای آلی و شیمیایی برای گرماسختی (thermosetting) قالب‌ها و ماهیچه‌ها نیز شدت گرفت. با شروع فرایند کرونینگ (فرایند قالب‌گیری پوسته‌ای)، ابتدا از فنول‌ها و سپس اوره و فرایند دی‌الکتریک به عنوان چسب استفاده شدند و سپس فوران‌ها و رزین‌های بدون اوره جایگزین آنها گردیدند. توسعه مستمر چسب‌ها برای تولید ماهیچه‌ها و قالب‌های با پیوند شیمیایی در حال هدایت به سمت افزایش بهره‌وری و همچنین دستیابی به تکرارپذیری ابعادی لازم، برای پاسخگویی به چالش‌های جدید شکل نهایی (net shape) و الزامات ریخته‌گری شکل نزدیک به نهایی (near-net shape) هستند.
| دهه ۱۹۰۰       | دهه ۱۹۰۰ |
| -------------- | --- |
| ۱۹۰۰           | دستگاه‌های تست سختی برینل ابداع شد. استفاده از آلیاژهای آلومینیوم-برنز در ایالات متحده متداول شد. |
| اویل دهه ۱۹۰۰  | ثبت اولین حق اختراع برای فرایند ریخته‌گری قالب دائمی کم فشار توسط شرکت انگلیسی E.H. Lake. |
| ۱۹۰۱           | شرکت American Steel Foundries اولین چرخ‌های قطار به روش ریخته‌گری گریز از مرکز را تولید می‌کند. |
| ۱۹۰۳           | اولین هواپیمای موفق ماشینی برادران رایت شامل یک بلوک آلومینیومی ریخته‌گری و میل لنگ (با هم به وزن ۶۹ کیلوگرم) بود که در کارخانه Miami Brass Foundry یا کارخانه Buckeye Iron and Brass Works تولید شد. |
| ۱۹۰۵           | H.H. Doehler ماشین ریخته‌گری دایکاست را ثبت اختراع می‌کند. |
| ۱۹۰۶           | اولین کوره قوس الکتریکی در ایالات متحده در شرکت Halcomb Steel در شهر سیراکیوس، نیویورک نصب شد. اولین کوره القایی فرکانس پایین در شرکت Henry Diston & Sons در شهر تاکونی، فیلادلفیا نصب شد. |
| ۱۹۰۷           | متالورژیست آلمانی آلفرد ویلم کشف می‌کند که خواص آلیاژهای آلومینیوم ریخته‌گری را می‌توان از طریق عملیات حرارتی و پیری مصنوعی افزایش داد. |
| ۱۹۰۸           | شرکت Stockham Homogenous Sand Mixer Co در اوهایو دستگاه Sand Cutter را ارائه می‌کند. |
| دهه ۱۹۱۰       | |
| ۱۹۱۰           | الگوهای صفحه‌ای دو رو (Matchplate) ساخته شدند، که قابلیت کار دستگاه‌های ریخته‌گری jolt-squeeze (دستگاه‌های قالب‌گیری تکاندنی-چلاندنی) را فراهم کردند. |
| ۱۹۱۱           | میکروسکوپ‌های متالورژیکی به بازار آمدند. اولین کوره قوس الکتریکی برای استفاده در ریخته‌گری در شرکت Treadwell Engineering در شهر ایستون، پنسیلوانیا نصب شد. |
| ۱۹۱۲           | اولین همزن ماسه (sand muller) با همزن‌های گردان با وزن‌های مختلف توسط پیتر ال. سیمپسون به بازار عرضه شد. Sand Slinger توسط E.O. Beardsley & W.F. Piper در شرکت Oregon Works اختراع شد. |
| ۱۹۱۵           | آزمایش‌ها با بنتونیت، یک خاک رس کلوئیدی با استحکام غیرمعمول در حالت تر و خشک، آغاز می‌شود. شرکت Ajax Metal در فیلادلفیا، اولین کوره القایی فرکانس پایین را برای ذوب فلزات غیر آهنی نصب می‌کند. |
| ۱۹۱۶           | ادوین فیچ نورتراپ از دانشگاه پرینستون، کوره القایی بدون هسته را اختراع می‌کند. |
| ۱۹۱۷           | شرکت Alcoa بسیاری از کارهای اولیه توسعه آلومینیوم را تکمیل می‌کند، چرا که جنگ جهانی اول تقاضای زیادی برای ریخته‌گری با یکپارچگی بالا (high-integrity castings) برای موتورهای هواپیما ایجاد می‌کند. |
| ۱۹۱۸           | اولین شرکت ریخته‌گری کاملاً خودکار در راکفورد، ایلینوی، پوسته نارنجک‌های دستی را برای ارتش ایالات متحده تولید می‌کند. |
| دهه ۱۹۲۰       | |
| ۱۹۲۱           | اصلاح ساختار سیلیسیم در آلومینیوم زمانی آغاز می‌شود که Pacz کشف می‌کند که افزودن سدیم فلزی به آلومینیوم مذاب درست قبل از ریختن، شکل‌پذیری را تا حد زیادی بهبود می‌بخشد. آلیاژهای مس-سیلیسیم در آلمان به عنوان جایگزینی برای آلیاژهای قلع-برنز تهیه می‌شوند. |
| ۱۹۲۴           | هنری فورد رکورد تولید ۱ میلیون خودرو در ۱۳۲ روز کاری را به ثبت می‌رساند. تولید خودرو رشد می‌کند تا یک سوم تقاضای ریخته‌گری در ایالات متحده را به خود اختصاص دهد. |
| ۱۹۲۵           | از رادیوگرافی اشعه ایکس به عنوان ابزاری برای بررسی کیفیت قطعات ریخته‌گری استفاده می‌شود. تا سال ۱۹۴۰، تمام قطعات ریخته‌گری هواپیماهای نظامی قبل از پذیرش نیاز به بازرسی توسط اشعه ایکس دارند. شرکت American Brass واقع در شهر واتربری، کنتیکت اولین کوره القایی فرکانس متوسط را در ایالات متحده نصب می‌کند. |
| ۱۹۲۸           | شرکت Alcoa اولین چرخ خودرو آلومینیومی را توسعه می‌دهد که یک آلیاژ ۳۵۵ ریخته‌گری ماسه‌ای است که برای تریلرهای کامیون طراحی شده بود. |
| دهه ۱۹۳۰       | |
| ۱۹۳۰           | اولین کوره القایی الکتریکی بدون هسته فرکانس بالا در شرکت Lebanon Steel Foundry، در شهر لبنان، پنسیلوانیا نصب می‌شود. استادان دانشگاه میشیگان برای اولین بار از طیف نگاری (Spectrography) برای آنالیز فلزات استفاده می‌کنند. داوِنپورت و بِین فرایند austempering را برای ریخته‌گری آهن توسعه می‌دهند. |
| ۱۹۳۷           | موریس هاسلر، مؤسس آزمایشگاه‌های تحقیقات کاربردی، اولین طیف‌نگار گریتینگ را برای سازمان زمین‌شناسی کالیفرنیا تولید کرد. طیف‌سنج‌ها در اواخر دهه ۱۹۴۰ به کارخانه‌های ریخته‌گری راه پیدا کردند و جایگزین روش قبلی متالورژیست‌ها شد که در آن ترکیبات شیمیایی توسط طیف‌سنجی و قوس الکتریکی جوشکاری تخمین زده می‌شد. ریزساختار austempered در چدن شناخته شد. |
| دهه ۱۹۴۰       | |
| ۱۹۴۰           | مهندس اهل چک، نیکولاس شوورینف (Nicolas Chvorinov) رابطه بین زمان انجماد و هندسه ریخته‌گری را توسعه داد. |
| اوایل دهه ۱۹۴۰ | کنترل فرایند آماری برای اولین بار به عنوان یک ابزار کنترل کیفیت در کارگاه‌های ماشین‌کاری ایالات متحده، عمدتاً برای کنترل تلورانس‌های ابعادی استفاده شد. تلقیح چدن خاکستری رایج می‌شود و چدن‌های با کیفیت-بالا جایگزین فولاد کمیاب می‌شوند. |
| ۱۹۴۱           | سرهنگ دوم ایالات متحده W.C. Bliss به American Foundry Society St Louis Chapter می‌گوید که «طرفی که کالاهای جنگی بیشتری را تولید کند، در جنگ پیروز خواهد شد». هیئت تولید جنگ بعداً گزارش داد که هر سرباز ایالات متحده به ۲۲۰۰ کیلوگرم فولاد نیاز دارد که در مقایسه این میزان در جنگ جهانی اول ۴۰ کیلوگرم بود. |
| ۱۹۴۲           | استفاده از ماسه‌های مصنوعی به عنوان جایگزینی برای بسیاری از مواد جنگی افزایش می‌یابد. |
| ۱۹۴۳           | کیت میلیس، متالورژیست ۲۸ ساله‌ای که در شرکت International Nickel Company کار می‌کند و به دنبال جایگزینی برای کروم به دلیل قطع شدن عرضه می‌گردد، متوجه می‌شود که آلیاژ منیزیم در آهن مذاب یک ساختار گرافیت کروی شکل ایجاد می‌کند. در سال ۱۹۴۹، او و آلبرت گاگنبین و نورمن پیلینگ حق ثبت اختراع ایالات متحده را در مورد تولید چدن نشکن از طریق تصفیه منیزیم دریافت کردند. |
| ۱۹۴۴           | اولین چسب یا بایندر شیمیایی سفت‌شونده توسط گرما توسط یوهانس کرونینگ آلمانی برای تولید سریع خمپاره و گلوله‌های توپخانه برای سربازان محور در طول جنگ جهانی دوم ساخته شد. دو سال پس از جنگ، فرایند پوسته او در میان اختراعات دیگر در اداره ثبت اختراعات آلمان کشف شد و عمومی شد. کرونینگ به دلیل اختراع خود در سال ۱۹۵۷ با مدال طلای انجمن ریخته‌گری آمریکا (AFS) شناخته شد. |
| ۱۹۴۶           | محققان متفقین تحقیقات ریخته‌گری آلمانی روی آلیاژهای با دمای بالا را کشف کردند. با «شنیدن» کشف کرونینگ (قبل از انتشار گزارش)، اد انساین فورد و E.I. Valyi، از دفتر کشتی‌های نیروی دریایی، تلاش کردند این فرایند را تکرار کنند و ریخته‌گری پوسته‌ای را در شرکت Midwest Foundry، کولدواتر، میشیگان تولید کردند. |
| اواخر دهه ۱۹۴۰ | فرایند احیای حرارتی ماسه برای ماسه‌های ماهیچه‌ها و تا حدودی، ماسه‌های چسب رسی اعمال می‌شود. |
| ۱۹۴۸           | اولین ریخته‌گری غیر آزمایشگاهی چدن داکتیل در شرکت Jamestown Malleable Iron در شهر جیمزتاون، نیویورک تولید می‌شود و یک میله آزمایشی ۱۶۸ سانتی‌متری ریخته می‌شود. اولین لوله چدن داکتیل صنعتی در شرکت Lynchburg Foundry، در شهر لینچبرگ، ویرجینیا ریخته‌گری می‌شود. |
| ۱۹۴۹           | خرک مازه (Keel block)، قطعات موتور دیزل، یک سیلندر فشار، یک مکعب ۲۰ سانتی‌متری، و دو آستر سیلندر به اولین قطعات ریخته‌گری تجاری چدن داکتیل تولید شده در شرکت Cooper-Bessemer از شهر گرو سیتی، پنسیلوانیا تبدیل می‌شوند. توسعه منیزیم- فروسیلیس، عملیات چدن داکتیل را بسیار آسان‌تر می‌کند. شرکت Buffalo Pipe & Foundry در شهر توناواندا، نیویورک اولین شرکت ایالات متحده است که ریخته‌گری را با استفاده از فرایند پوسته Croning انجام می‌دهد.                                         |
| دهه ۱۹۵۰       | |
| اوایل دهه ۱۹۵۰ | آزمایش در قالب‌گیری با فشار بالا آغاز می‌شود در دوره‌ای که فلزسازها شروع به افزایش فشار هوا در ماشین‌های قالب‌گیری فشاری برای افزایش سختی (چگالی) قالب کرده‌اند. روغن‌های ماهیچه‌سازی سریع خشک‌شونده معرفی شدند. اسکرابر پنوماتیکی برای بازیابی شن‌های چسبیده به خاک رس توسعه یافت. چندین سیستم احیای ماسه تر نیز در حال کار هستند. |
| ۱۹۵۱           | شرکت فورد موتور، در دیربورن، میشیگان، ۱۰۰ درصد تولید میل لنگ خود را به چدن داکتیل تبدیل می‌کند. |
| ۱۹۵۲           | D-process برای ساخت قالب‌های پوسته‌ای با ماسه ریز و روغن سریع خشک‌شونده توسط هری دیترت توسعه داده شد. سیستم سیلیکات سدیم/CO2 معرفی شد. |
| ۱۹۵۳           | سیستم هات باکس توسعه یافت که در آن ساخت و پخت ماهیچه‌ها در یک عملیات انجام می‌شد و نیاز به کوره‌های خشک کن دی الکتریک را از بین می‌برد. |
| ۱۹۵۴           | فرایند CO2 که یک فرایند بدیع و جدید برای تولید ماهیچه و قالب است، توسط آلمانی‌ها معرفی می‌شود. شرکت B&P با همکاری نزدیک با جنرال موتورز روشی برای پوشش‌دهی دانه‌های منفرد ماسه با چسب رزینی توسعه می‌دهد. این شرکت همچنین دستگاه ماهیچه‌سازی تولید می‌کند که قادر به تولید ماهیچه از ماسه پوسته‌ای پوشیده شده با رزین می‌باشد، که در اصل اصلاحی بر روش کرونینگ بود. |
| ۱۹۵۵           | لوله چدن داکتیل توسط شرکت People's Gas of Chicago به بازار معرفی شد که اولین شرکتی است که خطوط اصلی گاز شهری چدن داکتیل را نصب کرده است. |
| اواسط دهه ۱۹۵۰ | روش squeeze-casting در روسیه ابداع شد. |
| ۱۹۵۶           | اولین بتاترون در یک کارخانه ریخته‌گری ایالات متحده در شرکت ESCO Corp، برای رادیوگرافی قطعات ریخته‌گری فولادی سنگین نصب شد. |
| ۱۹۵۷           | دستگاه قالب‌گیری ماسه تر بدون فلاسک عمودی توسط Vagn Aage Jeppesen، استاد ۴۰ ساله دانشگاه فنی دانمارک اختراع شد. او در سال ۱۹۵۹ یک حق اختراع دریافت کرد که توسط شرکت Dansk Industri Syndikat در سال ۱۹۶۱ خریداری شد. |
| ۱۹۵۸           | هارولد اف. شرویِر فرایند قالب‌گیری کامل را ثبت اختراع می‌کند، فرآیندی که توسط هنرمندان توسعه یافته است که در آن الگوهای ساده و سیستم‌های راه‌گاهی از پلی استایرن منبسط شده حک شده و در قالب ماسه تر قرار می‌گیرند. این فرایند که امروزه به نام ریخته‌گری لاست فوم (با استفاده از ماسه شل و بدون چسب) شناخته می‌شود، مدت کوتاهی بعد ثبت اختراع شد. سیستم‌های بایندر کاتالیز-اسید بدون پخت فورانی و فنولیکی معرفی شدند. گوگرد زدایی از چدن داکتیل توسط پاتیل‌های لرزان در سوئد توسعه یافت. |
| ۱۹۵۹           | شرکت جنرال الکتریک از برنامه کامپیوتری انتقال حرارت گذرا استفاده می‌کند و روش تفاضل محدود را با موفقیت در تولید قطعات ریخته‌گری فولادی سنگین به کار می‌برد. |
| دهه ۱۹۶۰       | |
| ۱۹۶۰           | بایندر هات باکس فوران برای تولید ماهیچه توسعه داده شد. فیلترهای بستر عمیق (Deep bed filter) به صورت تجاری برای ریخته‌گری آلومینیوم در شرکت‌های Alcoa در آمریکا و British Aluminium در انگلستان استفاده شد. آزمایش‌های تراکم پذیری و رس متیلن بلو برای کنترل روش ماسه تر ایجاد شدند. |
| ۱۹۶۱           | فرایند پوشش پوسته به‌وسیلهٔ الکل معرفی شد (روکش گرم). |
| ۱۹۶۲           | روش جدید آزمایش ماسه CO2 برای ماسه‌های پیوند شده با سیلیکات سدیم و عمل آمده با گاز CO2 معرفی شد. Beardsley & Piper's Al Hunter, Bob Lund و Angello Bisinello اولین ماشین قالب‌گیری خودکار ماسه تر را توسعه دادند. در طراحی آنها، کوپ و درگ به‌طور همزمان از سمت پهلو پر می‌شوند و سپس به صورت هیدرولیکی فشرده می‌شوند. بر اساس برخی اظهارها ساخت قالب‌گیری خودکار صفحه دو رو، بهره‌وری ریخته‌گری را تا ۶۰ درصد در مدت زمان کوتاهی بهبود بخشید. بایندر هات باکس فنولی معرفی شد.         |
| ۱۹۶۳           | رزین‌های فلسی پوسته‌ای (Shell flake resin) معرفی شد و نیاز به حلال را از بین برد. |
| ۱۹۶۴           | مقاله Dell & Christ در مورد تلقیح قالب (mold inoculation) باعث توسعه بسیاری از اشکال امروزی قالب و تلقیح می‌شود. اولین دستگاه ماسه تر عمودی (حداکثر ۲۴۰ قالب در ساعت) به شرکت United Danish Iron Foundries در فردریکسوارک، دانمارک تحویل داده شد. استفاده‌کننده‌های اولیه بهبودهایی را در هر تن در ساعت در حدود ۵۰ درصد گزارش می‌دهند. |
| ۱۹۶۵           | سیستم‌های بایندر بدون پخت یورتان روغنی برای ساخت ماهیچه‌ها و قالب‌ها استفاده شدند. جیم هنزل و جک کوریان از شرکت جنرال الکتریک الگوهای انجماد را در ریخته‌گری‌های فولادی بزرگ از طریق کامپیوتر پیش‌بینی کردند. کامپوزیت‌های ماتریس فلزی ریخته‌گری برای اولین بار در شرکت International Nickel Co، در شهر استرلینگ فارست، نیویورک ریخته شدند. |
| ۱۹۶۸           | فرایند کولدباکس توسط لری توریلو و جانیس رابینز معرفی شده و توسط شرکت Ashland Chemical Co برای تولید ماهیچه‌ها با سرعت بالا به صنعت ریخته‌گری معرفی شد. ریخته‌گری دایملر-بنز آلمان در مانهایم اولین کارخانه‌ای است که از فرایند کولدباکس برای تولید قطعات خودرو استفاده کرد. ریخته‌گری شرکت جان دیر سیلواس، در مولین، ایلینوی، اولین شرکتی است که از این فرایند برای تولید انبوه در آمریکای شمالی استفاده کرد.                                                                       |
| ۱۹۶۹           | خودروی شورلت وگا توسط شرکت جنرال موتورز معرفی شد که اولین خودروی دارای بلوک سیلندر تمام آلومینیومی بدون پوشش سیلندر چدنی است. در مجموع ۲٫۵ میلیون بلوک سیلندر در طول چرخه عمر این خودرو تولید شد. |
| اواخر دهه ۱۹۶۰ | میکروسکوپ الکترونی روبشی در انگلستان اختراع شد. استفاده از آنالیز حرارتی در کارخانه‌های ریخته‌گری چدن برای تعیین سریع درصد کربن و فسفر آغاز می‌شود و امکان مطالعه تغییر شکل آلیاژ در طول مرحله خنک‌سازی را فراهم می‌کند. شرکت‌های Manganese Bronze & Brass Co و J. Stone & Co برای ترویج پروانه‌های برنز نیکل-آلومینیوم به یکدیگر می‌پیوندند. |

## انواع روش‌های ریخته‌گری

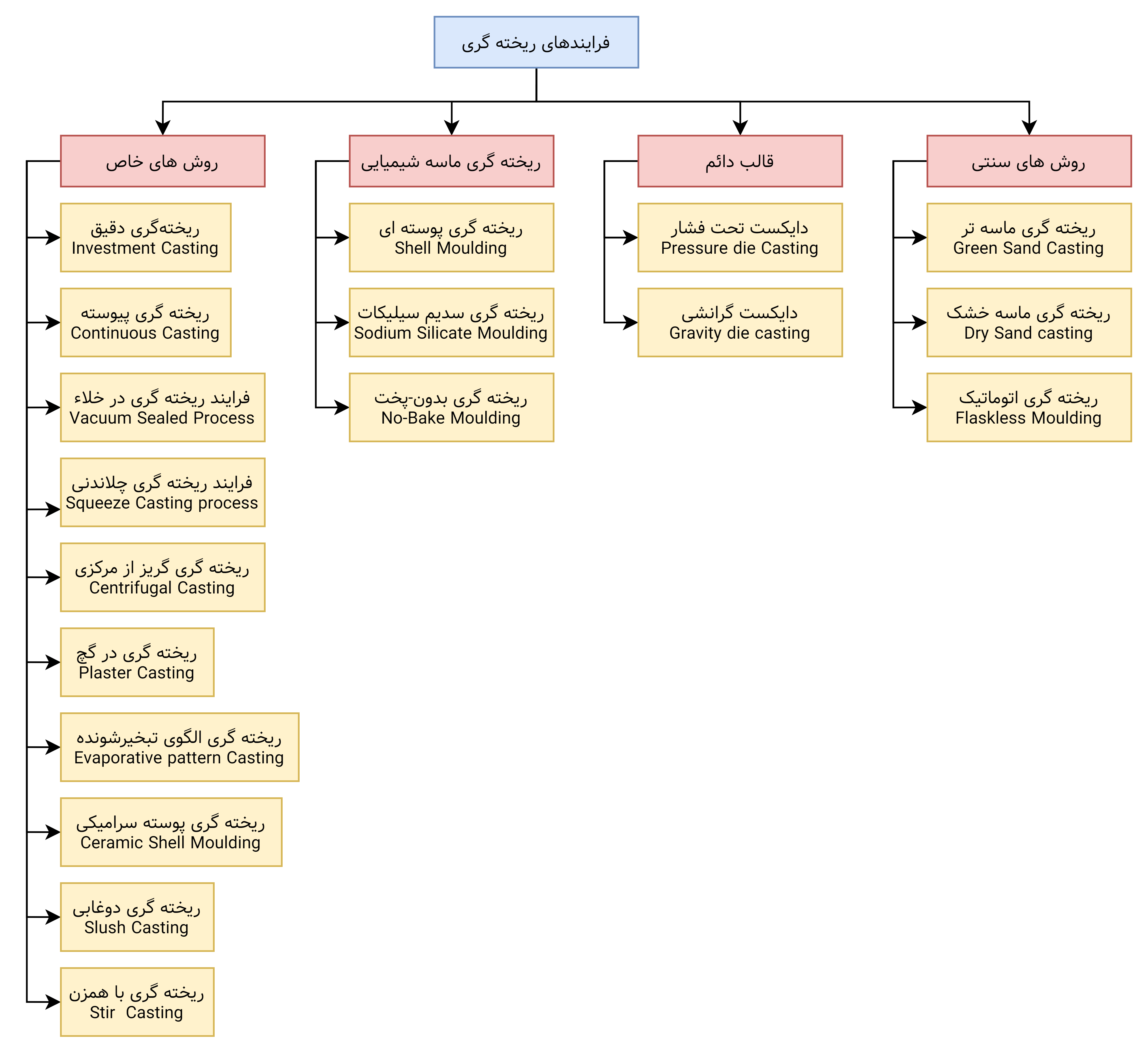
انواع روش‌ها و فرایندهای ریخته‌گری

روش‌های ریخته‌گری از دیدگاه نوع قالب به دو دسته تقسیم می‌شوند: ریخته‌گری در قالب‌های یکبار مصرف و ریخته‌گری در قالب‌های دائمی.

### ریخته‌گری در قالب‌های یکبار مصرف

#### ریخته‌گری با قالب ماسه‌ای

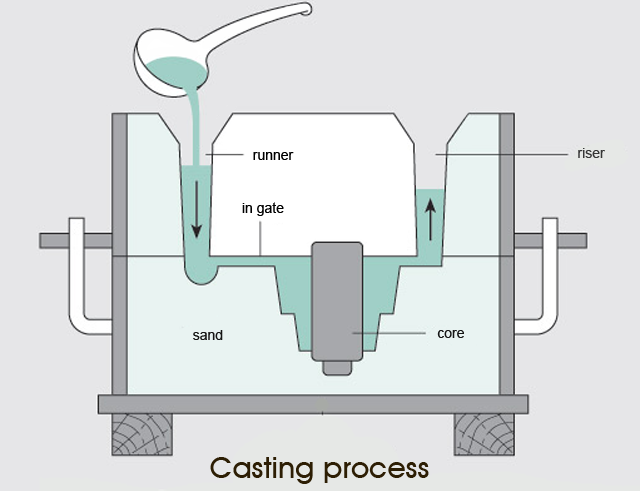
فرایند ریخته‌گری ماسه‌ای

ریخته‌گری ماسه‌ای متداول‌ترین روش ریخته‌گری است. با این روش انواع بسیار زیادی از فلزات را می‌توان ریخته‌گری کرد. برای اندازه قطعات در این روش تقریباً هیچ محدودیتی وجود ندارد. هر چند قطعات ساخته شده به این روش دقت خوبی ندارند اما معمولاً هزینه آن کمترین هزینه ممکن است. در ریخته‌گری ماسه‌ای قالب‌ها یکبارمصرف بوده ولی می‌توان ماسه را بازیافت و دوباره استفاده کرد. قالب‌های ماسه‌ای با فشرده سازی ماسه حول الگو در داخل دو درجه (Flask) در دو قسمت ساخته می‌شوند. به درجه یا نیمه بالایی قالب Cope و به درجه پایینی قالب Drag گفته می‌شود. هر قالب شامل یک یا چند تغذیه (Riser)، روش‌هایی برای هواکشی و خروج گازها، و مسیر و سیستمی برای انتقال مذاب به حفره قالب است. این سیستم شامل یک حوضچه مذاب ریزی، مذاب‌رو، راه‌گاه، و یک یا چند گلویی است. پس از فشرده سازی ماسه، الگو از قالب خارج شده و هر گونه ماسه شل با باد پاک می‌شود. در صورت نیاز از ماهیچه‌ها برای شکل دهی به خصوصیات داخلی قطعه استفاده می‌شود. ریخته‌گری ماسه‌ای بسته به ماسه مورد استفاده به دسته‌های کوچکتری تقسیم‌بندی می‌شوند. این روش‌ها عبارتند از:
1. قالب‌های ماسه تر (Green Sand Molds): این قالب‌ها از مخلوطی از ماسه سیلیسی، خاک رس و آب ساخته می‌شوند. هر چند ریخته‌گری ماسه تر روشی بسیار همه‌کاره است، اما نمی‌توان از آن برای ریخته‌گری قطعات با دیواره نازک استفاده کرد. همچنین تلرانس‌ها و فضای ماشین کاری باید آزاد و بزرگ در نظر گرفته شود. سطوح خیلی صاف امکان‌پذیر نیست و به دلیل رطوبت این قالب‌ها، در هنگام ریخته‌گری برخی فلزات خاص، عیوب ریخته‌گری ایجاد می‌شود.[۲]
2. قالب‌های بدون-پخت یا هوا خشک (No-bake Molds): این قالب‌ها از مخلوط ماسه و یک چسب (بایندر) رزینی ساخته می‌شوند. این مخلوط حول یک الگو فشرده می‌شود و در دمای اتاق به سرعت خشک و سفت می‌شود. این قالب‌ها بسیار مستحکم هستند و قطعات تولید شده با این روش دارای تلرانس و کیفیت سطح خوبی می‌باشند. شکست قالب پس از ریخته‌گری بسیار آسان است و امکان بازیافت ماسه رزینی نیز وجود دارد، هر چند هزینه آن نسبت به ماسه تر بیشتر است.[۲]
3. قالب‌های پوسته ای (Shell Molds): قالب‌های پوسته ای با گرم کردن یک الگوی فلزی و سپس ریختن ماسه سیلیسی رزین دار بر روی آن ساخته می‌شوند. برای تکمیل ساخت قالب، الگو پوشانده شده و پخته می‌شود. پس از خشک شدن الگوها جدا شده و هر کدام به عنوان یک‌نیمه قالب عمل می‌کنند. ماهیچه‌ها به همین روش ساخته شده و بر روی قسمت Drag قالب قرار داده می‌شوند. سپس یک چسب بایندر بر روی این نیمه قالب اعمال شده و سمت Cope بر روی آن قرار داده شده و به یکدیگر اتصال داده می‌شود. این قالب‌های پوسته ای را می‌توان به سرعت آماده کرده و برای مدت زمان طولانی انبار کرد. ریخته‌گری به روش قالب پوسته ای یک روش شبه-دقیق است و کیفیت سطح و تلرانس بالاتری نسبت به روش ماسه تر یا ماسه هواخشک دارد. با این حال وزن و اندازه قطعات قابل ریخته‌گری به این روش محدود بوده و معمولاً کمتر از ۴۵ کیلوگرم است.[۲]

#### ریخته‌گری در قالب گچی (Plaster mold casting)
ریخته‌گری در قالب گچی روشی دقیق برای ریخته‌گری آلیاژهای آلومینیوم، مس کم سرب، و آلیاژهای روی است. از آنجایی که قالب‌های گچی تحمل دماهای خیلی بالا را ندارند، برای ریخته‌گری آلیاژهای آهنی مناسب نیستند. قالب‌های گچی بیشتر از کلسیم سولفات یا گچ و آب ساخته می‌شوند. ممکن است در کنار کلسیم سولفات از افزودنی‌های دیگر برای افزایش قابلیت قالب‌گیری، کاهش تخلخل، افزایش استحکام یا کنترل انقباض استفاده گردد. این مخلوط به صورت دوغاب بر روی الگو ریخته شده و اجازه داده می‌شود تا سفت گردد. پس از سفت شدن، قالب از الگو جدا شده و برای از بین بردن رطوبت در داخل کوره پخته می‌شود. قالب‌ها ممکن است حاوی اینسرت‌های فلزی باشند که به آن Chill می‌گویند. چیل باعث افزایش سرعت انجماد و افزایش استحکام نقطه ای در قطعه نهایی می‌شود. رسانش گرمایی قالب‌های گچی نسبت به قالب‌های ماسه‌ای کمتر بوده و در نتیجه زمان بیشتری برای خنک شدن و انجماد نیاز دارند. اندازه قطعات ساخته شده به این روش محدود بوده، و معمولاً وزنی بسیار کمتر از ۴۵ کیلوگرم دارند، اما قطعات می‌توانند بسیار پیچیده بوده یا دیواره‌های بسیار نازکی داشته باشند.

#### ریخته‌گری دقیق (Investment Casting)

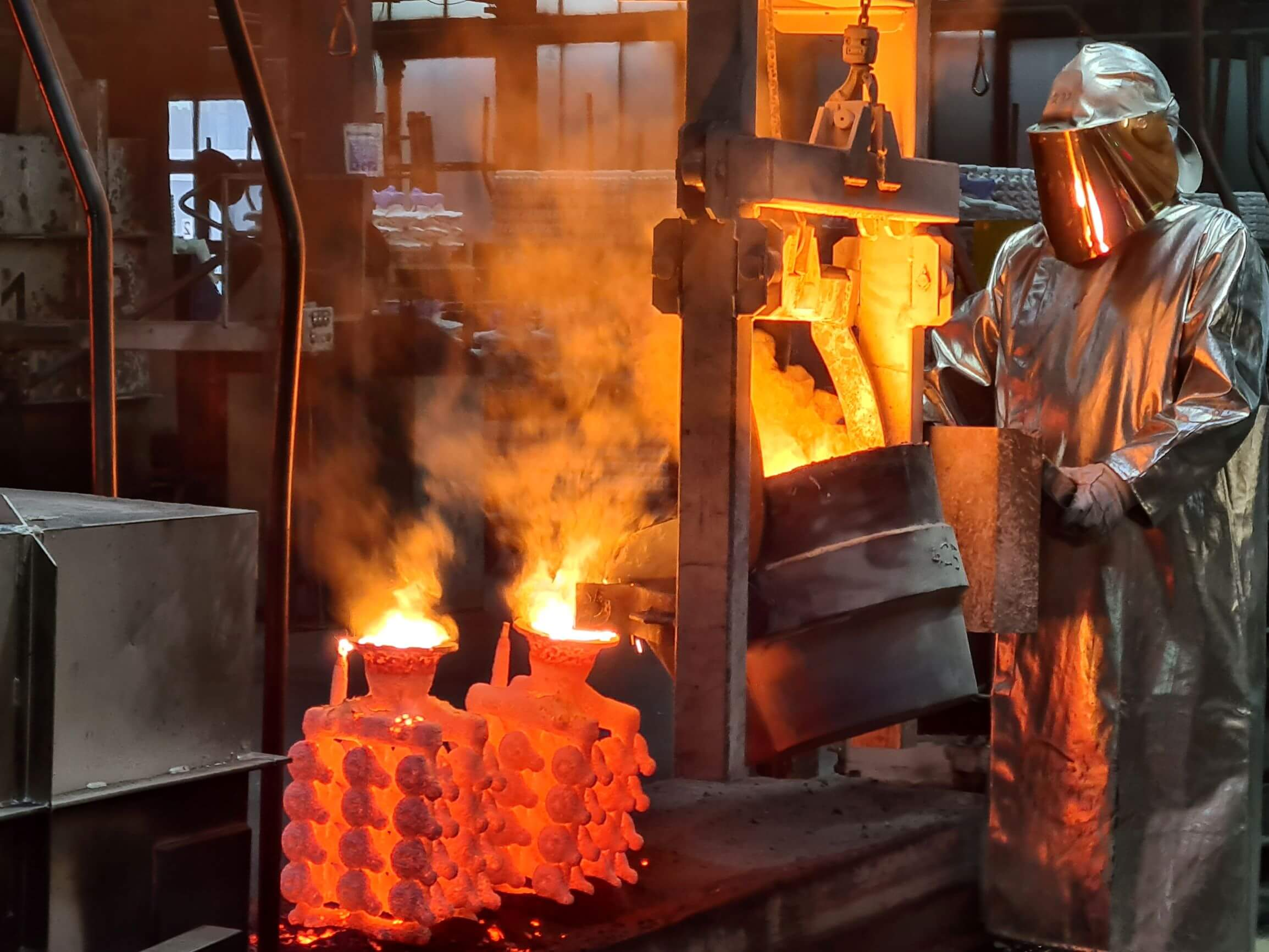
مذاب‌ریزی در ریخته‌گری دقیق.

در ریخته‌گری دقیق که با نام ریخته‌گری مومی نیز شناخته می‌شود، عموماً از قالب‌های سرامیکی استفاده می‌شود. در این فرایند به جای موم از پلاستیک نیز می‌توان استفاده کرد. این الگوهای مومی ابتدا توسط فرایند قالب‌گیری تزریقی ساخته شده و سپس بر روی یک تنه مومی (Wax Post) بر روی هم چیده و چسبانده می‌شوند، که به حوضچه مذاب ریزی متصل است. به این مجموعه الگوها، درخت گفته می‌شود و معمولاً شامل یک سیستم راهگاهی پیچیده برای کمک به حرکت جریان مذاب است. برای ساخت قالب پوسته ای، این درخت چندین بار در داخل یک دوغاب سرامیکی فرو برده می‌شود. اولین لایه برای داشتن یک کیفیت سطح خوب از ذرات سرامیکی ریز تشکیل می‌شود و سپس برای حجم و استحکام بخشیدن به پوسته، برای لایه‌های بعدی از ذرات سرامیکی درشت تر استفاده می‌شود. پس از هر مرحله فروکردن پوسته در داخل دوغاب سرامیکی، اجازه داده می‌شود قالب خشک شود. برای حذف موم از داخل قالب، آن را در داخل یک اتوکلاو حرارت می‌دهند. موم ذوب شده و پوسته سرامیکی توخالی شکل می‌گیرد. این قالب سپس پخته می‌شود تا رطوبت آن حذف گشته، سرامیک کاملاً پخته شده و برای مذاب ریزی پیش گرم شود. از این روش هم برای ریخته‌گری فلزات آهنی و هم فلزات غیرآهنی می‌توان استفاده کرد. پس از انجماد، پوسته سرامیکی شکسته شده و قطعات از تنه درخت برش داده می‌شوند. اصلی‌ترین مزیت ریخته‌گری دقیق، امکان ریخته‌گری قطعات پیچیده با دقت و تلرانس بالا، دیواره نازک و سطح صاف است. اکثر قطعات ساخته شده به روش ریخته‌گری دقیق وزنی کمتر از ۴٫۵ کیلوگرم دارند، هر چند قطعاتی به وزن بیش از ۱۰۰ کیلوگرم نیز به این روش ساخته شده‌اند.

#### ریخته‌گری فوم تبخیری (Evaporative-foam casting)

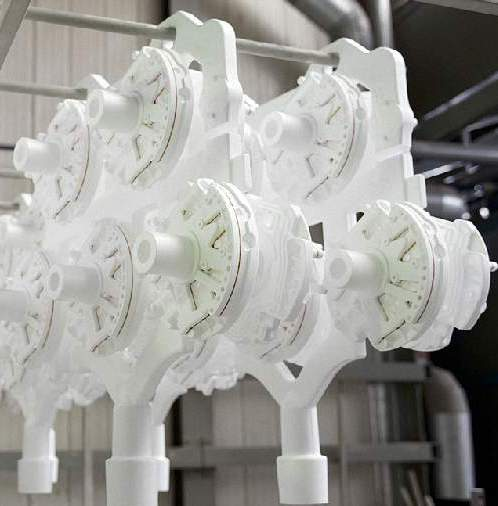
خوشه الگوی فومی قبل از پوشش‌دهی.

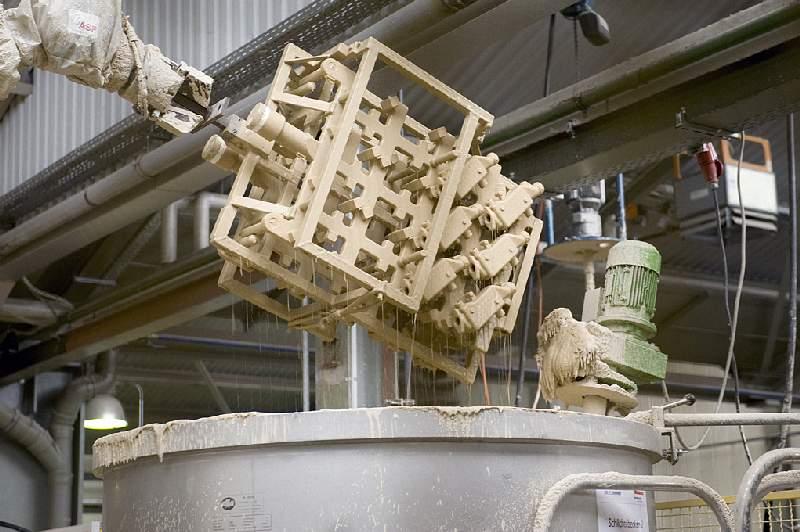
پوشش‌دهی به خوشه الگوی فومی با پوشش مقاوم به دمای بالا. در اینجا از یک ربات صنعتی برای افزایش راندمان و ثبات در نتیجه کار استفاده شده است.

در ریخته‌گری فوم تبخیری از فوم پلی استایرین برای ساخت الگوهای یکبارمصرف در داخل قالب‌های ماسه‌ای خشک غیرچسب‌دار استفاده می‌شود. به این روش، ریخته‌گری لاست فوم یا فرایند پلی استایرین تبخیری نیز گفته می‌شود. الگوها می‌توانند یک تکه یا برای قطعات پیچیده چند تکه باشند. همچنین برای افزایش سرعت می‌توان آن‌ها را به صورت یک خوشه به یکدیگر چسباند. الگو با یک پوشش نازک مقاوم به دمای بالا، معمولاً سیلیس، پوشانده می‌شود. پس از خشک شدن پوشش، الگو در داخل درجه قرار داده شده و اطراف و روی آن با ماسه پر شده و برای تراکم بیشتر و بهتر کل مجموعه به ارتعاش درآورده می‌شود. با ریختن ماده مذاب، فوم پلی استایرین تبخیر شده و از بین می‌رود. ریخته‌گری فوم تبخیری نسبت به فرایندهای ریخته‌گری ماسه‌ای سنتی، چندین مزیت دارد. این مزیت‌ها عبارتند از:
1. به جای دو درجه فقط از یک درجه استفاده می‌شود.
2. نیازی به ماهیچه نیست.
3. فوم پلی استایرین بسیار سبک است.
4. هیچ خط جدایش (Parting Line) وجود ندارد.
5. قطعه در حالت ریخته شده و بدون فراوری صاف‌تر است.
6. ریخته‌گری قطعات با پیچیدگی‌های داخلی و خارجی فراوان، با انواع آهن‌ها، فولادهای کربنی و آلیاژی، فولاد زنگ نزن، آلیاژهای آلومینیوم، برنج و برنز امکان‌پذیر است.

### ریخته‌گری در قالب‌های دائمی

#### ریخته‌گری در قالب‌های دائمی بدون الگو
در ریخته‌گری با قالب‌های دائمی بدون الگو، به جای استفاده از الگو، شکل قطعه نهایی مورد نظر در داخل یک قالب دائمی، معمولاً از جنس فلز یا گرافیت، ماشین‌کاری می‌شود. هزینه ساخت قالب در این روش بالاست، اما از این قالب برای ساخت هزاران قطعه می‌توان استفاده کرد. روش‌های ریخته‌گری در قالب‌های دائمی بدون الگو شامل موارد زیر می‌شود:
1. ریخته‌گری در قالب دائم: این روش یک فرایند شبه-دقیق است و به دلیل قابلیت خنک‌شدن سریع قالب می‌تواند خواص مکانیکی بهتری در قطعه ایجاد کند. به علاوه با این روش امکان ساخت قطعات با ابعاد یکنواخت، تلرانس‌های دقیق، و سطوح صاف امکان‌پذیر است. این قالب‌ها معمولاً از جنس چدن خاکستری، فولاد کربنی، فولادهای ابزاری کار-گرم و گرافیت ساخته می‌شوند. این قالب‌ها برای ریخته‌گری فلزات غیرآهنی از قبیل آلیاژهای آلومینیوم، مس، منیزیم، سرب و روی مناسب هستند. برخی از چدن‌های خاکستری را نیز می‌توان در این قالب‌ها ریخته‌گری کرد. ریخته‌گری در قالب دائم را هم می‌توان به صورت دستی و هم به صورت اتوماتیک برای تولید انبوه انجام داد. برای یک ریخته‌گری خوب، قالب‌های دائمی معمولاً قبل از ریختن مذاب پیش‌گرم شده و در دمای مناسب نگهداری می‌شوند. این کار باعث بهبود جریان مذاب و کاهش صدمات حرارتی به قالب می‌شود. خط جدایش را می‌توان برای راحت‌تر جدا کردن قطعه ریختگی به صورت عمودی قرار داد، اما از آنجایی که برخی فلزات در قالب‌های افقی بهتر ریخته می‌شوند، مکانیزم‌های چرخش می‌توانند قالب را پس از ریختن، بچرخانند. پس از مذاب ریزی امکان گرمایش یا سرمایش کمکی نیز وجود دارد. ماهیچه‌ها می‌توانند قطعات فلزی متحرک در داخل خود قالب باشند یا آن‌ها را از ماسه یا گچ درست کرده و در داخل قالب قرار داد. به روشی که در آن از ماهیچه‌های ماسه‌ای یا گچی استفاده می‌شود، فرایند ریخته‌گری قالب شبه-دائم گفته می‌شود. از اینسرت‌ها نیز می‌توان برای هواکشی، خنک‌کاری، گرمایش یا افزودن قابلیت‌های دیگر به قطعه نهایی استفاده کرد. برای افزایش عمر قالب، کنترل انجماد مذاب، و راحت‌تر شدن جدایش قطعه از قالب، اجزای داخلی آن با پوشش‌های پوشانده می‌شود. این پوشش‌ها به دو دسته تقسیم می‌شوند: پوشش‌های عایق و پوشش‌های روانکار. برخی پوشش‌ها هر دو عملکرد را فراهم می‌کنند.[۲]

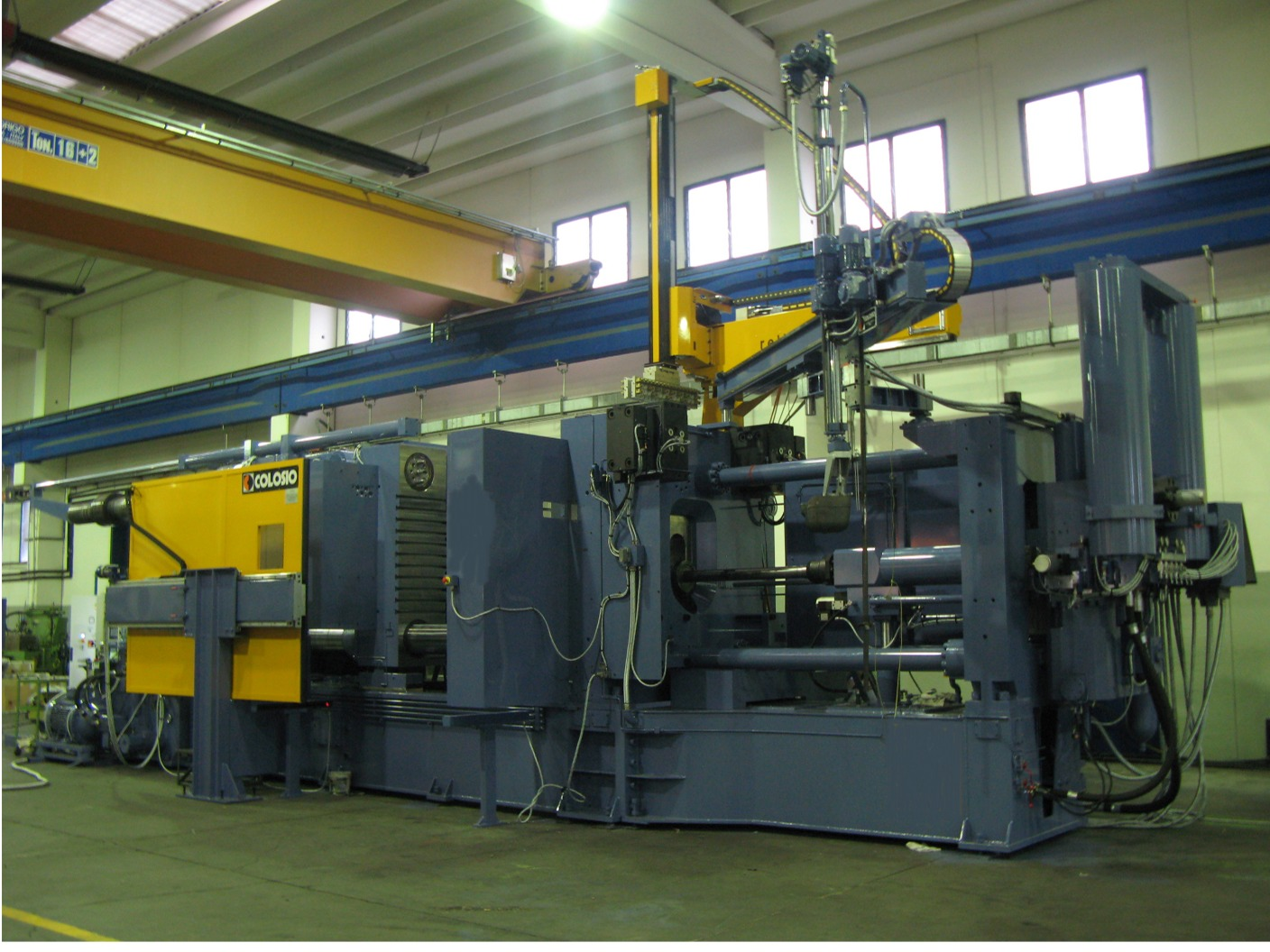
یک ماشین دایکستینگ محفظه سرد.

2. یک ماشین دایکستینگ محفظه سرد.دایکستینگ: دایکستینگ یا ریخته‌گری تحت‌فشار، روشی سریع و تولید انبوه برای ریخته‌گری قطعات ساده یا پیچیده، معمولاً جدار نازک، و دقیق است. اندازه قطعات در این روش معمولاً کوچک و نهایتاً متوسط بوده و جنس آن‌ها معمولاً از فلزات غیرآهنی است. ماده مذاب، توسط یک پلانجر به صورت تحت‌فشار به داخل قالب یک ماشین دایکستینگ افقی و گاهی عمودی فرستاده می‌شود. یک‌نیمه از قالب به یک صفحه فلزی ثابت و نیمه دیگر به یک صفحه فلزی متحرک متصل می‌شود. در این روش می‌توان در هر بار مذاب ریزی یک قطعه یا چندین قطعه تولید کرد. انواع ماشین‌های دایکستینگ عبارتند از: ماشین محفظه-داغ و ماشین محفظه-سرد. از ماشین محفظه-داغ عمدتاً برای ریخته‌گری روی و سایر آلیاژهای با نقطه ذوب پایین استفاده می‌شود، هر چند از آن برای ریخته‌گری منیزیم نیز استفاده می‌شود. از ماشین محفظه-سرد برای ریخته‌گری آلیاژهای دما بالاتر، یعنی آلیاژهای آلومینیوم، منیزیم و مس استفاده می‌شود.[۲]
3. ریخته‌گری گریز از مرکزی: ریخته‌گری گریز از مرکزی، شامل انجماد ماده مذاب تحت یک نیروی گریز از مرکزی ساخته شده توسط یک قالب دوار دائم یا یکبارمصرف می‌باشد. این نیرو باعث تولید قطعه‌ای چگال‌تر نسبت به قالب‌های ثابت می‌شود. تقریباً هر ماده‌ای را می‌توان به این روش ریخته‌گری کرد. دو روش ریخته‌گری گریز از مرکزی اصلی وجود دارد: ریخته‌گری گریز از مرکزی واقعی و ریخته‌گری نیمه-گریز از مرکزی. در ریخته‌گری گریز از مرکزی واقعی، مذاب به داخل یک قالب که حول محور دوران خود می‌چرخد، ریخته می‌شود. از این روش برای تولید لوله‌های قطر بالا، لوله‌های دوفلزه، غلتک‌هایی با هر نوع طول یا ضخامت استفاده می‌شود. قطر خارجی و طول توسط قالب و قطر داخلی با میزان مذاب ریخته شده کنترل می‌شود. در ریخته‌گری نیمه-گریز از مرکزی قالب کل شکل قطعه را ایجاد می‌کند. قالب معمولاً افقی دوران داده شده و مذاب از بالا ریخته می‌شود. در صورتی که قطعه توخالی باشد از ماهیچه استفاده می‌شود.[۲]

### سایر روش‌ها

#### ریخته‌گری در قالب رو خشک (Skin-dried mold casting)
ریخته‌گری در آن دسته از قالب‌های ماسه‌ای که سطوح آن ها-اغلب با یک مشعل- تا عمق معینی خشک شده است.

#### ریخته‌گری روباز در ماسه (Open sand casting)
ریخته‌گری در قالب‌های ماسه‌ای بدون لنگهٔ رویی. از این روش در تولید قطعات نا دقیقی که یک سطح تخت دارند استفاده می‌شود.

#### ریخته‌گری در حالت نیمه جامد (Semi-solid casting)
ریخته‌گری در حالت خمیری.

#### ریخته‌گری پیوسته (continues casting)
ریخته‌گری پیوسته، فلز مذاب را بر اساس یک فرایند پیوسته، به جامد تبدیل می‌کند.

#### ریخته‌گری کوبشی (Squeeze casting)
ریخته‌گری کوبشی روشی در ساخت است که با ترکیب ریخته‌گری تحت فشار و آهنگری، آلیاژهای فلزی قوی‌تری را برای استفاده در صنایع دفاعی و ساختمانی ایجاد می‌کند. فلز حاصل از این فرایند در برابر سایش و گرما مقاومت بیشتری دارد و تولید آن بسیار گران است. با این حال بازار این فلزات رشد کرده است و شامل صنایع کشاورزی و اتومبیل سازی است.

## فرایند انجماد
عملیات ریخته‌گری یک فرایند انجماد است که در آن یک ماده مذاب به داخل یک قالب ریخته شده و سپس اجازه داده می‌شود تا ماده مذاب منجمد شود. بسیاری از خواص ماده نهایی در این مرحله شکل می‌گیرد. همچنین بسیاری از عیوب ریخته‌گری از قبیل "تخلخل گاز" و "انقباض انجماد" در این مرحله اتفاق می‌افتند و با کنترل پارامترها در این مرحله می‌توان از آن‌ها جلوگیری کرد.
انجماد یک فرایند دو مرحله‌ای شامل هسته‌زایی و رشد بوده، و کنترل هر دوی این مراحل مهم است. هسته‌زایی (Nucleation) هنگامی اتفاق می‌افتد که ذرات جامد پایدار، درون مایع مذاب تشکیل می‌شوند. مرحله دوم در فرایند انجماد، رشد است که با خارج شدن گرمای همجوشی از ماده مذاب اتفاق می‌افتد. جهت، سرعت و نوع رشد را می‌توان با روشی که این گرما حذف می‌شود، کنترل کرد. برای اطمینان از تولید قطعه ریخته‌گری خوب، می‌توان از انجماد جهت‌دار استفاده کرد. (در این حالت، جبهه انجماد به صورت پیوسته درون ماده حرکت می‌کند) ماده مذابِ سمت جبهه مایع می‌تواند به صورت پیوسته به داخل قالب جاری شود تا انقباض ناشی از انجماد را جبران کند. نرخ نسبی رشد و هسته‌زایی، اندازه و نوع دانه‌های کریستال شکل گرفته را کنترل می‌کنند. خنک سازی سریعتر معمولاً محصولی با اندازه دانه ریزتر و خواص مکانیکی برتر تولید می‌کند.
برای بهبود "هسته زایی" و کمک به شکل‌گیری یک محصول با ریزساختار یکنواخت و دانه-ریز (fine-grained) گاهی قبل از ریختن ماده مذاب به قالب به آن دانه‌های ریز جامد اضافه می‌کنند. به این فرایند تلقیح (inoculation) یا اصلاح دانه (grain refinement) می‌گویند.

### مشکلات فلز مذاب
ریخته‌گری با ریختن ماده مذاب شروع می‌شود، و ممکن است واکنش‌های شیمیایی مختلفی بین فلز مذاب با محیط و اطراف اتفاق بیفتد. این واکنش‌ها معمولاً باعث ایجاد عیوب در قطعه ریخته شده می‌شوند. برای مثال واکنش فلزات با اکسیژن باعث تشکیل اکسیدهای فلزی می‌شود و این اکسیدهای فلزی می‌تواند به همراه مذاب حرکت کرده و در داخل قطعه نقص ایجاد کند. ذرات ناخالصی جدا شده از آستر پاتیل‌ها یا کوره‌ها یا ذرات ماسه جدا شده می‌توانند در داخل یا روی سطح قطعه ناخالصی‌های غیر فلزی ایجاد کنند.
فلزات مذاب می‌توانند حاوی مقادیر زیادی گازهای حل شده باشند. زمانی که این مذاب منجمد می‌شود دیگر قادر به نگهداری آن‌ها نیست و در نتیجه در داخل قطعه ریخته شده تخلخل گازی ایجاد می‌شود. یکی از روش‌های جلوگیری از انحلال گازها در مذاب، ذوب کردن فلز در محیطی با فشار خلأ می‌باشد. استفاده از یک فلاکس محافظ که تماس با هوا را محدود کند نیز می‌تواند به کاهش انحلال گازها کمک کند. در روش گاززدایی در خلاء (Vacuum degassing)، ماده مذاب قبل از انجام ریخته‌گری به داخل یک محیط با فشار کم یا خلاء نسبی اسپری می‌شود. در روش شستشوی گازی (gas flushing) حباب‌هایی از گازهای نجیب یا واکنش پذیر به داخل مذاب تزریق می‌شود. برای ایجاد تعادل، گازهای محلول وارد این حباب‌ها شده و به بیرون رانده می‌شوند. برای مثال حباب‌های نیتروژن یا کلر در حذف کردن گاز هیدروژن از آلیاژهای آلومینیوم بسیار مؤثر هستند. استفاده از ارتعاشات مافوق صوت به تنهایی یا به همراه شستشوی گازی همچنین در کاهش گازهای محلول در آلیاژهای آلومینیوم مؤثر است.
یکی دیگر از راه‌های کاهش گازهای محلول در مذاب، واکنش دادن آن با یک ماده دیگر و ساخت ترکیباتی سبک می‌باشد. این ترکیبات سبک سپس به صورت کفی بر روی محلول مذاب جمع می‌شوند و می‌توان آن‌ها را جمع‌آوری کرد. اکسیژن محلول در آلیاژهای مس را می‌توان با واکنش دادن آن با فسفر جمع‌آوری کرد. اکسیژن محلول در فولادها را می‌توان با آلومینیوم یا سیلیس واکنش داد و جمع‌آوری کرد.

### سیالیت و دمای ریختن
اگر مذاب پیش از اینکه به صورت کامل از مسیرها عبور کرده و قطعه را پرکند، منجمد شود، عیوبی از قبیل نیامد (misrun) یا سرد جوشی (Cold Shut) ایجاد می‌گردند. به قابلیت حرکت روان ماده مذاب و پر کردن قطعه سیالیت گفته می‌شود. عواملی از قبیل میزان نازکی سطح قابل ریختن، طول این قسمت نازک، کوچکی جزئیات ساخته شده، و قابلیت پر کردن نقاط دوردست و دشوار به سیالیت مذاب بستگی دارند.

### نقش سیستم راهگاهی
از آنجایی که احتمال حضور ناخالصی‌ها در جبهه جلویی مذاب بیشتر است (به دلیل اینکه ذرات ناخالصی موجود در مسیر را با خود می‌شورد و جلو می‌برد)، ایجاد چاهک راه‌گاه (runner well) یا تعمیم راه‌گاه (runner extension) می‌تواند از ورود این ناخالصی‌ها به حفره اصلی جلوگیری کند. برای به دام انداختن ناخالصی‌ها می‌توان از صافی‌ها یا توری‌های سرامیکی نیز در داخل شبکه راهگاهی استفاده کرد. برای فلزات غیرآهنی می‌توان از توری‌های سیمی استفاده کرد درحالی‌که برای فولادها و چدن‌ها معمولاً از توری‌های سرامیکی استفاده می‌شود.

### انقباض انجماد
اکثر فلزات مذاب زمانیکه منجمد می‌شوند، کاهش حجم پیدا کرده و منقبض می‌شوند. انقباض (Shrinkage) از سه مرحله اصلی تشکیل می‌شود:
1. انقباض مایع زمانی که تا دمای شروع به انجماد خنک می‌شود.
2. انقباض انجماد زمانی که مایع تبدیل به جامد می‌شود.
3. انقباض ماده جامد زمانیکه قطعه جامد تا دمای اتاق خنک می‌شود.

میزان انقباض فلز مایع بستگی به ضریب انقباض حرارتی و میزان سوپرهیت دارد. معمولاً انقباض مایع هیچ مشکلی در ریخته‌گری ایجاد نمی‌کند. با ورود فاز مایع به جامد از آنجایی که ساختارهای کریستالی مواد بسیار بهینه هستند حجم ماده کاهش محسوسی پیدا می‌کند.
| درصد انقباض انجماد مواد برخی از فلزات مهندسی |          |
| آلومینیم                                     | ۶٫۶      |
| مس                                           | ۴٫۹      |
| منیزیم                                       | ۴٫۰      |
| روی                                          | ۳٫۷      |
| فولاد کم-کربن                                | ۲٫۵–۳٫۰  |
| فولاد پر-کربن                                | ۴٫۰      |
| چدن سفید                                     | ۴٫۰–۵٫۵  |
| چدن خاکستری                                  | منفی ۱٫۹ |

فلزات خالص و آلیاژهای یوتکتیک که دارای بازه انجماد کوچکی هستند، تمایل دارند حفره‌های بزرگی به شکل لوله ایجاد کنند. با طراحی ریخته‌گری به گونه‌ای که انجماد به صورت جهت‌دار بوده و در نتیجه انجماد ابتدا در دورترین نقطه از گلویی یا تغذیه شروع شود، می‌توان از شکل گرفتن آن در داخل قطعه اصلی جلوگیری کرد. با انجماد قطعه از انتها، مذاب ورودی این انقباض را جبران می‌کند. در نهایت انتظار داریم حفره ناشی از انقباض در خارج قطعه و به محلی مانند تغذیه‌ها یا شبکه راهگاهی منتقل شود.
در آلیاژهایی که ناحیه انجماد بزرگی دارند، زمانی وجود دارد که ماده از یک مخلوط جامد-مایع تشکیل شده است. با خنک شدن ماده، میزان نسبی مواد جامد نسبت به مواد مایع بیشتر شده و در نهایت مواد مذاب در بین ماده‌ای جامد به دام می‌افتند. در این حالت امکان افزودن مذاب اضافی به این محل‌ها وجود ندارد، و قطعه ریختگی ایجاد شده معمولاً حاوی تعداد زیادی حفره‌های کوچک است. کنترل این گونه انقباض بسیار دشوار بوده و معمولاً شکل‌گیری محصولات متخلل اجتناب ناپذیر است.

### تغذیه‌ها و طراحی آن‌ها
تغذیه‌ها یا رایزرها مخزن‌هایی از فلز مذاب هستند که برای جبران انقباض ناشی از انجماد بر روی قالب طراحی می‌شوند. اگر در نقاط مناسب از تغذیه‌ها استفاده نگردد حفره‌های انقباضی رخ خواهد داد. برای این منظور تغذیه‌ها باید به گونه‌ای طراحی شوند که پس از انجماد قطعه منجمد شوند. اگر این اتفاق برعکس بیفتد، یعنی ابتدا تغذیه‌ها منجمد شده و ماده از قطعه به سمت تغذیه‌ها کشیده شود، عیب ناشی از انجماد بیشتر خواهد شد. اگر یک انجماد جهت‌دار امکان‌پذیر نباشد، ممکن است به تغذیه‌های چندگانه نیاز باشد، تا هر قسمت از قطعه در جهت تغذیه خود منجمد شود. معمولاً تغذیه‌ها را به شکل استوانه می‌سازند.

تفاوت تغذیه بالاسری و تغذیه کناری

تغذیه‌ها انواع مختلفی دارند. تغذیه از بالا (Top Riser) مستقیماً بر روی سطح بالایی قطعه قرار داده می‌شود. تغذیه‌های کناری (Side Riser) در مجاورت حفره قالب قرار داده شده و به صورت افقی امتداد داده می‌شوند. اگر تغذیه کاملاً در داخل قالب محصور بوده و به بیرون راه نداشته باشد به آن تغذیه کور (Blind Riser) گفته می‌شود. اگر تغذیه به اتمسفر راه داشته باشد تغذیه باز (Open Riser) نامیده می‌شود. تغذیه‌های زنده یا داغ (Live riser) تغذیه‌هایی هستند که آخرین ماده مذاب وارد شده به داخل قالب به داخل آن‌ها ریخته می‌شود و این زمانی است که حفره کاملاً پر شده و در حال خنک شدن است. در نتیجه تغذیه‌های زنده می‌توانند کوچکتر از تغذیه‌های مرده یا سرد (Dead Riser) باشند. تغذیه‌های مرده تغذیه‌هایی هستند که قبل از پر شدن کامل حفره پر می‌شوند. تغذیه‌های بالاسری تقریباً همیشه تغذیه‌های مرده هستند. تغذیه‌هایی که جزوی از شبکه راهگاهی هستند معمولاً تغذیه‌های زنده محسوب می‌شوند.

### کمکی‌های تغذیه
روش‌های مختلفی برای کمک به سیستم تغذیه توسعه داده شده است. برخی از این روش‌ها انجماد جهت‌دار را تقویت کرده و هدف برخی دیگر کاهش تعداد و اندازه تغذیه‌ها و در نتیجه کاهش هزینه ریخته‌گری است. این کار معمولاً از طریق افزایش سرعت انجماد (با استفاده از مبردها (Chill)) یا تأخیر در انجماد تغذیه (با استفاده از غلاف (Sleeve)) انجام می‌شود.
مبردها یا خنک‌کننده‌های خارجی معمولاً موادی با ظرفیت گرمایی و رسانش گرمایی بالا هستند (مانند فولاد، گرافیت یا مس)، که در مجاورت حفره قرار داده می‌شوند تا حرارت را به سرعت به خود جذب کرده و باعث انجماد سریع حفره شوند. مبردها می‌توانند انجماد جهت‌دار را تقویت کرده، یا فاصله مؤثر تغذیه‌ها را افزایش دهند. معمولاً برای جلوگیری از اتصال مبردها به قطعه بر روی آن پودر سیلیس می‌پاشند. مبردهای داخلی قطعاتی فلزی هستند که در داخل حفره قرار داده می‌شوند. این قطعات فلزی گرما را به خود جذب کرده و باعث تسریع در انجماد قطعه می‌شوند. خنک‌کننده‌های داخلی در نهایت جزوی از قطعه نهایی می‌شوند، به همین دلیل باید از آلیاژی مشابه آلیاژ ریخته شده بوده یا با آن سازگار باشد.
انجماد تغذیه‌ها را با روش‌های مختلفی می‌توان به تأخیر انداخت. برای مثال استفاده از یک غلاف عایق در دور تغذیه یا قرار دادن یک ماده با واکنش گرماده در اطراف آن از روش‌های متداول تأخیر در انجماد تغذیه است.

## الگوها (مدل‌ها)
روش‌های ریخته‌گری را می‌توان به دو دسته کلی تقسیم کرد: ریخته‌گری در قالب‌های یکبار مصرف و ریخته‌گری در قالب‌های چند بار مصرف. اکثر فرایندهای ریخته‌گری در قالب‌های یکبار مصرف با یک الگو شروع می‌شوند. الگو (Pattern) یا مدل یک نمونه فیزیکی از قطعه‌ای است که قرار است ریخته‌گری شود. ابعاد الگو طوری اصلاح شده که هم فرایند ریخته‌گری را در نظر می‌گیرد و هم ماده‌ای که قرار است ریخته شود. الگوها را می‌توان از مواد مختلفی ساخت. جنس الگوها بر اساس عمر عبارتند از: یونولیت یا موم (یکبارمصرف)، چوب نرم (۱۰۰ عدد قالب)، چوب سخت (۵۰۰ عدد قالب)، اپوکسی یا پلی یورتان (۷۵۰ تا ۱۰۰۰ عدد قالب)، آلومینیوم (۲۰۰۰ عدد قالب)، چدن (۵۰۰۰ عدد قالب). امروزه بیش از ۵۰ درصد الگوها را از پلی یورتان می‌سازند. دیواره الگوها معمولاً دارای یک شیب (Draft) هستند که به راحت‌تر خارج شدن الگو از داخل قالب کمک می‌کند.
به اصلاحات ابعادی انجام شده بر روی الگو allowance می‌گویند و مهم‌ترین آن‌ها shrinkage allowance می‌باشد که اصلاحات ابعادی مربوط به انقباض قطعه است. پس از انجماد، یک قطعه ریخته‌گری تا رسیدن به دمای محیط منقبض می‌شود. برای جبران این انقباض الگو باید درصدی بزرگتر از قطعه نهایی در دمای محیط باشد. مقدار دقیق این درصد انقباض بستگی به جنس ماده ریخته شده و اختلاف دمای قطعه با محیط دارد و می‌توان از رابطه زیر آن را تخمین زد:
{\displaystyle \Delta length=length.\alpha .\Delta \mathrm {T} }
در این رابطه α برابر ضریب انبساط طولی حرارتی ماده است. برخی allowance متداول برای فلزات مهندسی مطابق جدول زیر است:
| مقدار allowance برخی از فلزات مهندسی |                  |
| چدن                                  | ۰٫۸ الی ۱٫۰ درصد |
| فولاد                                | ۱٫۵ الی ۲ درصد   |
| آلومینیوم                            | ۱٫۰ الی ۱٫۳ درصد |
| منیزیم                               | ۱٫۰ الی ۱٫۳ درصد |
| برنج                                 | ۱٫۵ درصد         |

اگر قطعه نیاز به سطحی صیقلی و ماشین کاری داشته باشد، باید برای آن فضای ماشین کاری (machining allowance) یا فضای پرداخت نیز درنظر گرفت. برخی الگوها نیاز به اصلاح ابعادی دیگری دارند که جهت جبران اعوجاج یا تاب قطعه نهایی است. برای مثال یک مقطع U-شکل را در نظر بگیرید. در هنگام انجماد قطعه در داخل قالب بازوهای این قطعه توسط قالب محدود شده و قسمت پایین U منقبض خواهد شد. قطعه نهایی یک قطعه U-شکل با بازوهای باز خواهد بود. اگر بازوهای الگو کمی جبران اعوجاج داشته باشد و کمی به سمت داخل طراحی شود، نتیجه این خواهد بود که قطعه نهایی شکل U کامل خواهد داشت.

### سایر اجزای الگوها

#### خط جدایش (Parting Line)
در اکثر فرآیندهای ریخته‌گری ماسه‌ای، لازم است نیمه‌های قالب تکمیل شده را جدا کرده و الگو را از قالب خارج کرد. انتخاب راحت‌ترین و مقرون به صرفه‌ترین خط جداسازی الگو (سطح جداسازی قالب) و طراحی الگو به‌گونه‌ای که بتوان آن را به راحتی از قالب جدا کرد، از ملاحظات مهم طراحی الگو است. در یک صفحه الگوی مسطح، سطح جداکننده یک صفحه ساده است. با این حال، بسیاری از قطعات ریخته‌گری با اشکال پیچیده به سطوح جداکننده نامنظم برای تسهیل جداسازی قالب نیاز دارند. برای ایجاد سطح جداکننده از صفحه مچ پلیت یا صفحات کوپ و درگ استفاده می‌شود. سطوح جداکننده نامنظم را می‌توان به راحتی در این نوع الگوها استفاده کرد. برخی از اشکال الگوی پیچیده را نمی‌توان به آسانی از نیمه‌های قالب جدا کرد مگر اینکه قالب ریخته‌گری دوباره طراحی شود یا از مغزه‌ها استفاده شود. با انتخاب بهترین خط جداسازی برای یک ریخته‌گری معین به منظور تسهیل حذف الگو از قالب، استفاده از ماهیچه‌ها برای اصلاح شکل خارجی قطعه ریخته‌گری را می‌توان به حداقل رساند.

#### گلویی‌ها و تغذیه‌ها

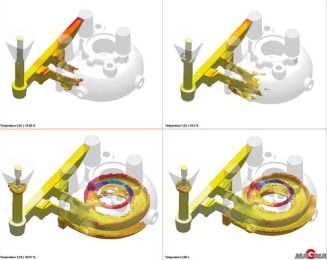
شبیه‌سازی فرایند ریخته‌گری توسط رایانه جهت اعتبارسنجی الگو و سیستم راهگاهی قبل از ساخت قطعه می‌تواند به کاهش عیوب و هزینه‌ها و دستیابی به یک طرح ایدئال کمک کند.

گلویی‌ها و تغذیه‌ها (یا رایزرها) از عوامل مهم در تولید یک قطعه ریخته‌گری با کیفیت هستند و باید در طراحی و ساخت الگوها کاملاً مورد توجه قرار گیرند. گلویی جریان کارآمد فلز مذاب را به داخل حفره قالب فراهم می‌کند. رایزرها یا تغذیه‌ها مخازن بزرگی از فلز مذاب هستند که به قطعه ریخته‌گری متصل شده‌اند. آنها در هنگام انجماد قطعه ریخته‌گری با تأمین فلز مذاب اضافی از ایجاد حفره‌های انقباضی داخلی یا نقص انقباضی در قطعه ریخته‌گری جلوگیری می‌کنند. گلویی‌ها و تغذیه‌ها معمولاً مستقیماً به صفحه الگو و الگو متصل می‌شوند و به صورت یکپارچه قالب‌گیری می‌شوند. در الگوهای مچ پلیت تولید انبوه، گلویی‌ها و تغذیه‌ها را می‌توان به صورت یکپارچه بر روی صفحه الگو ماشین‌کاری کرد. طراحی مناسب گلویی‌ها و تغذیه‌های الگو به شکل قطعه ریخته‌گری، نوع فلزی که باید ریخته شود و فرآیندهای قالب‌گیری و ریخته‌گری مورد استفاده بستگی دارد. محل، اندازه و شکل گلویی‌ها و تغذیه‌ها باید توسط یک مهندس ریخته‌گری با تجربه، و معمولاً با کمک نرم‌افزارهای مهندسی به کمک رایانه تعیین شود. این کار اغلب به خصوص برای قطعات ریخته‌گری با اشکال پیچیده یک فرایند آزمون و خطا است. گلویی‌ها و تغذیه‌های الگو اغلب پس از ریختن قطعات اولیه و ارزیابی آنها، اصلاح می‌شود، تا یک قطعه ریخته‌گری بی‌نقص ایجاد شده و راندمان ریخته‌گری افزایش یابد.

#### تکیه‌گاه ماهیچه (core print)
هنگامی که تولید یک قطعه ریخته‌گری به ماهیچه نیاز داشته باشد، باید برای تکیه‌گاه ماهیچه روی الگو پیش‌بینی‌های لازم انجام شود. تکیه‌گاه ماهیچه‌ها ویژگی‌هایی هستند که به الگو اضافه می‌شوند و در نهایت ماهیچه را در موقعیت مناسب در قالب قرار داده و آن را ثابت می‌کنند. تکیه‌گاه ماهیچه به الگو اضافه می‌شود اما به قطعه ریخته‌گری نهایی اضافه نمی‌شوند، زیرا این فضا توسط ماهیچه پر می‌شود.

#### نقاط موقعیت‌یاب (Locating Points)
کارگاه ریخته‌گری، کارگاه الگوسازی و کارگاه ماشین‌کاری همگی از نقاط یا سطوح تعیین مکان ایجاد شده بر روی قطعه ریخته‌گری برای کمک به بازرسی قطعه و ماشینکاری آن استفاده می‌کنند. این ویژگی‌ها همچنین باید در الگو، همراه با allowanceهای ماشینکاری در تمام سطوحی که قرار است ماشین کاری شوند، گنجانده شوند.

## عیوب ریخته‌گری
با توجه به دو فرایند اصلی در ریخته‌گری شامل جریان سیال و انجماد، عیوب ریخته‌گری در آن شامل موارد زیر می‌شوند:
عیوب ناشی از جریان سیال: نیامد، جوش سرد، حبس هوا، حفرات گازی و رود آخال و سرباره و فیلم‌های اکسیدی به داخل جریان سیال.
عیوب ناشی از انجماد: حفره‌های درشت، حفره‌های ریز، تنش باقی‌مانده، ترک گرم و ترک سرد.
- گسیختگی گرم (Hot tear): ترک‌هایی هستند که معمولاً در ناحیه تغییرات در بخش یا کانتوری که لزوماً ناگهانی نیست رخ می‌دهد. آن‌ها زمانی اتفاق می‌افتند که برخوردی بین دانه‌های رشد یافتهٔ ستونی هنگام انجماد رخ دهد. گسیختگی‌های گرم یک پوستهٔ اکسید شده روی سطح ترک خورده داشته و معمولاً بر روی سطح یا کمی پایین‌تر از سطح یافت می‌شوند. آن‌ها معمولاً در گروه‌هایی که یا در یک خط یا در چند خط مختلف هستند یافت می‌شوند. گسیختگی‌های گرم اغلب به واسطه هندلینگ سخت پس از جامد شدن به‌طوری‌که پیش از سرد شدن تا دمای محیط محدود به انبساط توسط سیستم قالب/هسته یا دمای خیلی بالا حین جدایش مذاب از قالب ایجاد می‌شوند.[۸]
- ترک وابسته به محدود شدن: این نوع عیوب به واسطه خنک کاری غیر یکنواخت که باعث افزایش تنش‌های محلی می‌شوند به وجود می‌آیند. محور اصلی آن‌ها در امتداد جهت تنش اعمال شده و معمولاً خطوط ناصافی هستند با نقاط متعدد که با فاصله از محور اصلی قرار گرفته‌اند.
- ترک‌های سرد (Cold tear): این عیوب زمانی‌که مذاب از قالب جدا شده و تا دمای محیط خنک می‌شود رخ می‌دهند. این نوع ترک نشانی از اکسید شدن به همراه ندارد. این عیوب به اندازه تار مو نازک بوده و شناسایی آن‌ها به‌شدت دشوار است. این ترک‌ها معمولاً زمانی‌که مقدار زیادی تنش پسماند در قطعه وجود دارد رخ می‌دهد. تنش بالا ممکن است در اثر خنک کاری ناموزون در قالب یا محدودیت در برابر انقباض فلز و تنش‌هایی که از استحکام ماده بیشتر است رخ دهد.
- انقباض (Shrinkage): زمانی‌که فلزات تحت حرارت قرار می‌گیرند، منبسط می‌شوند، و وقتی که خنک می‌شوند منقبض. بیشتر آهن‌ها، ضریب ۰٫۰۰۰۰۱۱ بر درجه سانتیگراد را دارند. در سیستم متریک این به معنای آن است که یک میلهٔ فلزی آزاد با طول یک متر، به اندازه یازده میلیونیوم در متر یا یازده هزارم میلی‌متر به ازای یک درجه سانتیگراد افزایش دما، افزایش طول می‌یابد. افزایش دما به اندازهٔ ۱۰۰۰ درجه موجب افزایش طول میله به اندازه ۱۱ میلی‌متر خواهد شد.

در حین فرایند انجماد، بیشتر فلزات کاهش حجمی بین ۳ تا ۷ درصد را تجربه می‌کنند. زمانی‌که فلزات منجمد می‌شوند، منقبض شده و در مورد یک شمش، انقباض در کاهش سطح مقطع ان رخ می‌دهد. به دلیل الگوهای انتقال حرارت، آخرین ناحیه‌ای که منجمد می‌شود در مرکز و به سمت بالای شمش است.
در ابتدا مقدار درجه مایع با فرایند انجماد، کاهش می‌یابد. به تدریج، فلز در سطح خود منجمد می‌شود. فرایند انجماد از لبه‌ها شروع و به سمت داخل شروع می‌شود و باعث ایجاد فرو رفتگی v شکل روی سطح می‌شود. پس از مدتی حفرهٔ اولیه در تماس با سطح باز و سپس حفرهٔ ثانویه تشکیل می‌شود.
- جدایش (Inclusion): جدایش عبارت است از یک تفاوت محلی در ترکیب شیمیایی ماده. به هنگام انجماد فلز مذاب، عناصر متعددی در یک ناحیهٔ محدود متمرکز شده و باعث توزیع نامتقارن عناصر آلیاژی در آهن می‌شود. اگر این عیب شناسایی نشود، می‌تواند بر ویژگی‌های مقاومت سایشی، آهنگری، جوشکاری، خواص مکانیکی، مکانیک شکست و مقاومت در برابر خستگی اثر بگذارد.
- گاز به دام افتاده، تخلخل گازی: این عیب را می‌توان به سه دلیل تقسیم‌بندی کرد:

1. دستهٔ اول، گازهایی که در مذاب وجود دارند می‌توانند هم‌زمان با انجماد قطعه، سخت شوند و به دلیل انجماد حلالیت آن‌ها در قطعه کاهش یافته و گیر می‌افتند.
2. دستهٔ دوم، اگر قالب در شرایط خیلی بدی پر شده باشد، هوا می‌تواند وارد جریان فلز شده و سپس هم‌زمان با منجمد شدن قطعه به دام بیفتد.
3. دستهٔ سوم چسب شن وماسه که از آن‌ها برای شکستن قالب زمانی‌که در تماس با مذاب و محصولات گازی قرار می‌گیرند و آن‌ها را مجبور به انجماد می‌کند که باعث ایجاد چنین عیبی می‌شود.

- حبس هوا: این عیب زمانی رخ می‌دهد که هوا در داخل مذاب به دام افتاده و نمی‌تواند فرار کند؛ بنابراین مذاب نیز نمی‌تواند حفرهٔ ایجاد شده را پر کند. لبه‌های مجاور به این قسمت‌ها معمولاً گرد بوده و براق هستند.
- پوست زخم (Scar): یک لایهٔ نازک و نامنظم از فلز مذاب که روی سطح قالب یا به‌وسیلهٔ یک نقطه یا چند نقطه که توسط یک لایه نازک ماسه از هم جداشده‌اند، چسبیده شده است. این عیب معمولاً در مقاطع فرورفته یا شیار دار و روی سطح ریخته‌گری شده مشاهده می‌شود. این عیب معمولاً پیش از اینکه فلز مذاب، قالب را به‌طور مساوی پر کند به وجود آمده و حرارت نامساوی باعث منحرف شدن لایه‌ای از ماسه و نهایتاً جداشدن آن از روی سطح شده و به فلز مذاب اجازهٔ جاری شدن در پشت ماسه را می‌دهد.
- سردجوشی (Cold Shut): عیبی که به‌واسطهٔ ذوب ناقص بین جریان‌های مذاب به دلیل هندسهٔ قالب که باعث می‌شود دو یا چند جبههٔ جریان مذاب با یکدیگر ملاقات کنند. اگر دمای فلز مذاب خیلی پایین باشد، باعث ایجاد اختلال در فرایند جاری شدن می‌شود. فلز ذوب نشده و اگر عیب بر روی سطح باشد، همچون یک شیار باریک با لبه‌های گرد مشاهده می‌شود.
- رگه مذاب (Flash or Wash): این دسته از عیوب، بیرون زدگی‌هایی از مذاب با ضخامت‌های متفاوت هستند که در مفاصل قالب، به دور هسته یا بین هسته و مفاصل رخ می‌دهند. این عیب به دلیل عدم دقت بین قالب و سطوح ماهیچه و بازشدن سوراخ و ورود مذاب به آن ایجاد می‌شود.
- ناپیوستگی در ریخته‌گری (Discontinuity): ناپیوستگی به عنوان هر نوع انقطاع در خواص مکانیکی شناخته می‌شود. ناپیوستگی می‌تواند نسبتاً بی‌ضرر بوده یا در مواردی باعث ایجاد مواد معیوب و قطعات خطرناک گردد. ناپیوستگی‌ها به سه دسته تقسیم می‌شوند: ناپیوستگی‌های ذاتی، ناپیوستگی‌ها فراوری و ناپیوستگی‌های سرویس.[۹]

## تکمیل‌کاری و پرداخت قطعات ریخته‌گری
پس از انجماد و خنک شدن، قطعه باید تکمیل‌کاری و پرداخت شود. فرایندها و نوع پرداخت سطح مورد نیاز بستگی به فرایند ریخته‌گری و نوع فلز ریخته شده دارد. در حالت کلی قطعه باید از درخت مونتاژ یا سیستم راهگاهی و تغذیه‌ها جدا شود. پس از این مرحله برای حذف رگه مذاب جاری شده در ناحیه خط جدایش و بهبود سطح از فرایندهای زیر استفاده می‌شود:
- شات بلاست
- سنگ زنی
- تریم کردن یا پیرایش قطعه (برش فلش جاری شده اضافی توسط قالب و پرس)
- ماشینکاری
- کنترل کیفیت و آزمایش

بسته به آلیاژ ریختگی و الزامات، ممکن است قطعه نیاز به عملیات حرارتی و تعمیر عیوب توسط جوشکاری، یا پرسکاری ایزواستاتیک گرم نیز داشته باشد.

#### لرزش و تخریب ماهیچه‌ها
پس از انجماد قطعه و خنک شدن آن در قالب‌های ماسه‌ای، قطعه باید از قالب ماسه‌ای جدا شود. در روش ماسه تر یا ماسه چسب دار برای تخریب قالب و جدا کردن ماسه از قطعه انرژی زیادی نیاز است. برعکس در روش‌هایی مانند ریخته‌گری دقیق برای تخریب قالب انرژی زیادی نیاز نیست.

تخریب قالب‌های ماسه‌ای ممکن است توسط شیکرهای نوارنقاله ای، شبکه‌های لرزشی، یا سایر وسایل ارتعاشی و دوران مکانیکی انجام شود. برخی قطعه‌ها اگر خیلی زود از قالب جدا شوند ترک می‌خورند و برخی باید به صورت کنترل شده‌ای خنک شوند تا ریزساختار موردنظر ایجاد گردد.